# Divar
Divar (persa: دیوار; lit. "mur") és una aplicació mòbil d'anuncis classificats i de comerç electrònic iranià i una plataforma en línia per a usuaris de l'Iran fundada a l'Iran el 2012 amb seccions dedicades a béns arrels, vehicles, béns, comunitat servei, Equips industrials i llocs de treball. De mitjana, els usuaris de Divar publiquen més de 139,7 milions d'anuncis nous i més de 53,1 milions d'usuaris obren l'aplicació anualment segons l'últim informe anual publicat.